# 钱传璟
钱传璟（891年—921年），杭州錢塘（今浙江杭州）人，是五代十國的吳越國武肃王钱镠的第十五子，文穆王钱元瓘的弟弟，母亲莊穆夫人吴氏。同母兄弟钱传瑛、钱元璙、钱元㻑、錢傳璛、钱元琳。
钱传璟开始担任湖州刺史，914年，后梁皇帝朱友貞下诏，选钱传璟为驸马都尉，检校尚书右仆射，守司农卿，后封霅国公。錢镠諸子十一人在917年后梁的詔書排序如下：钱传璟、钱传璙、钱传瓘、钱传璲、钱传懿、钱传(王瞿)、钱传球、钱传㻑、钱传珦、钱传琰、錢傳璛。919年，钱传璟拜寧國軍節度使。在钱元瓘即位前去世。